# Succisa trichotocephala
Espèce
Statut de conservation UICN

 NT  : Quasi menacé
Succisa trichotocephala est une espèce de plantes de la famille des Caprifoliaceae et du genre Succisa, endémique du Cameroun, où elle a été observée au mont Cameroun, aux monts Bamboutos, au mont Oku.